# Xã Bellflower, Quận McLean, Illinois
Xã Bellflower (tiếng Anh: Bellflower Township) là một xã thuộc quận McLean, tiểu bang Illinois, Hoa Kỳ. Năm 2010, dân số của xã này là 585 người.